# Dina Huapi
Dina Huapi est une petite ville d'Argentine située dans le département de Pilcaniyeu, en province de Río Negro.

## Situation
La ville se trouve à 15 km à l'est de San Carlos de Bariloche sur la rive est du lac Nahuel Huapi. Non loin d'elle, le río Limay prend naissance, límite naturelle entre la 
province de Río Negro et celle de Neuquén.

## Toponymie
Son nom a été forgé sur base de deux vocables. Huapi en mapudungun, langue des Mapuches signifie île, et Dina est le début du mot espagnol Dinamarca qui veut dire Danemark, allusion à l'ancien peuplement danois de la zone. Au total : Île des Danois.

## Voies de communication
La ville est située à l'intersection de deux routes importantes : la route nationale 23 et la route nationale 40.
Elle se trouve sur le trajet du Train patagonique, rameau du chemin de fer General Roca, reliant Viedma à l'est, et San Carlos de Bariloche dans les Andes à l'ouest.

## Population
La population de la localité se montait à 2 243 habitants en 2001.

## Climat
Le climat de la ville est froid, aride et continental. Les précipitations annuelles moyennes se montent à 250 mm, en grande partie sous forme de neige. La température moyenne du mois de janvier est de 17 °C, atteignant jusqu'à 36 °C, tandis que celle du mois de juillet se monte à 0 °C, pouvant baisser jusque -22 °C.